# Người hóa thú (truyện)
Animorphs (Người hóa thú) là một bộ truyện khoa học kỳ ảo dành cho thanh thiếu niên được viết bởi Katherine Applegate và chồng bà Michael Grant, cả hai cùng viết chung dưới bút danh K. A. Applegate, và được xuất bản bởi Nhà xuất bản Scholastic.tic.☃☃ Các câu chuyện được kể bằng ngôi thứ nhất, lần lượt 6 nhân vật chính thay phiên nhau kể lại câu chuyện dưới góc nhìn của riêng mình. Sự sợ hãi, chiến tranh, phi nhân tính, lương tri, đạo lý, những người vô tội, tinh thần lãnh đạo, sự tự do, và quá trình trưởng thành là những vấn đề cốt lỏi được đề cập đến trong toàn bộ câu chuyện.
Được xuất bản từ giửa tháng 6 năm 1996 đến tháng 5 năm 2001, bộ truyện kéo dài 54 tập và 10 tập ngoại truyện, trong đó 8 tập là phần tiếp nối và mở rộng của bộ truyện gốc (Biên niên sử Animorphs và Megamorphs) và 2 tập sách trò chơi không có liên kết với bộ truyện gốc (Alternamorphs). Bộ truyện này đã từng được chuyển thể thành một bộ phim truyền hình cùng tên và trình chiếu trên kênh truyền hình Nickelodeon, YTV và Global Television Network từ năm 1998 đến năm 1999.
Tại Việt Nam, Bộ truyện đã từng được xuất bản bởi Nhà xuất bản Trẻ với tên Người Hóa Thú vào những năm 2001. Năm 2018, Bộ truyện được phát hành trở lại bởi công ty Nhã Nam với hình bìa minh họa vẽ tay mới hoàn toàn.

## Tóm tắt câu chuyện
Câu chuyện xoay quanh năm người bạn trẻ gồm: Jake, Marco, Cassie, Rachel và Tobias, cùng với một người ngoài hành tinh tên là Aximili-Esgarrouth-Isthill (thường gọi là Ax), tất cả họ đều có khả năng hóa thân thành bất kỳ loài động vật nào mà họ đã từng chạm vào. Họ tự gọi mình là nhóm "Animorphs" (là từ ghép của "những người hóa thành động vật"), họ dùng năng lực này để chiến đấu chống lại một chủng loài ngoài hành tinh bí mật xâm nhập Trái Đất dưới hình thái một loài ký sinh ngoài hành tinh có dạng giống con sên khổng lồ được gọi là Yeerks, chúng có thể chiếm lấy bất kỳ cơ thể sinh vật nào làm vật chủ bằng cách chui vào và hòa trộn với não bộ vật chủ thông qua tai. Nhóm Animorphs chiến đấu du kích chóng lại binh đoàn Yeerks với sự lãnh đạo của Visser Ba.
Xuyên suốt bộ truyện, nhóm Animorphs cẩn thận che giấu danh tính thật của họ; bọn Yeerks cho rằng nhóm Animorphs là một lực lượng được cử bởi loài Andalites, chủng loài ngoài hành tinh của Ax, những sinh vật sáng tạo ra công nghệ biến hình. Để bảo vệ gia đình mình khỏi sự trả thù của bọn Yeerk, nhóm Animorphs phải giữ bí mật về khả năng này.

## Các tập truyện chính củaAnimorphs
Có tổng cộng 54 tập truyện chính trong cả series.
| #  | Nhan đề gốc     | Nhan đề tiếng Việt | Xuất bản lần đầu | ISBN               | Người chấp bút        | Nhân vật dẫn chuyện                     |
| -- | --------------- | ------------------ | ---------------- | ------------------ | --------------------- | --------------------------------------- |
| 1  | The Invasion    | Cuộc xâm lược      | June 1996        | ISBN 0-590-62977-8 |                       | Jake                                    |
| 2  | The Visitor     | Vị khách           | June 1996        | ISBN 0-590-62978-6 |                       | Rachel                                  |
| 3  | The Encounter   | Cuộc đối đầu       | August 1996      | ISBN 0-590-62979-4 |                       | Tobias                                  |
| 4  | The Message     | Thông điệp         | October 1996     | ISBN 0-590-62980-8 |                       | Cassie                                  |
| 5  | The Predator    | Thú săn mồi        | December 1996    | ISBN 0-590-62981-6 |                       | Marco                                   |
| 6  | The Capture     | Tù nhân            | February 1997    | ISBN 0-590-62982-4 |                       | Jake                                    |
| 7  | The Stranger    | Người lạ           | April 1997       | ISBN 0-590-99726-2 |                       | Rachel                                  |
| 8  | The Alien       | Kẻ ngoại tộc       | July 1997        | ISBN 0-590-99728-9 |                       | Ax                                      |
| 9  | The Secret      | Bí mật             | August 1997      | ISBN 0-590-99729-7 |                       | Cassie                                  |
| 10 | The Android     | Người máy          | August 1997      | ISBN 0-590-99730-0 |                       | Marco                                   |
| 11 | The Forgotten   | Miền quên lãng     | September 1997   | ISBN 0-590-99732-7 |                       | Jake                                    |
| 12 | The Reaction    | Phản ứng           | October 1997     | ISBN 0-590-99734-3 |                       | Rachel                                  |
| 13 | The Change      | Thay đổi           | November 1997    | ISBN 0-590-49418-X |                       | Tobias                                  |
| 14 | The Unknown     |                    | January 1998     | ISBN 0-590-49423-6 |                       | Cassie                                  |
| 15 | The Escape      |                    | January 1998     | ISBN 0-590-49424-4 |                       | Marco                                   |
| 16 | The Warning     |                    | March 1998       | ISBN 0-590-49430-9 |                       | Jake                                    |
| 17 | The Underground |                    | April 1998       | ISBN 0-590-49436-8 |                       | Rachel                                  |
| 18 | The Decision    |                    | May 1998         | ISBN 0-590-49441-4 |                       | Ax                                      |
| 19 | The Departure   |                    | July 1998        | ISBN 0-590-49451-1 |                       | Cassie (some chapters by Jake)          |
| 20 | The Discovery   |                    | August 1998      | ISBN 0-590-49637-9 |                       | Marco                                   |
| 21 | The Threat      |                    | August 1998      | ISBN 0-590-76254-0 |                       | Jake                                    |
| 22 | The Solution    |                    | September 1998   | ISBN 0-590-76255-9 |                       | Rachel                                  |
| 23 | The Pretender   |                    | November 1998    | ISBN 0-590-76256-7 |                       | Tobias                                  |
| 24 | The Suspicion   |                    | December 1998    | ISBN 0-590-76257-5 |                       | Cassie                                  |
| 25 | The Extreme     |                    | January 1999     | ISBN 0-590-76258-3 | Jeffrey Zeuhlke       | Marco                                   |
| 26 | The Attack      |                    | February 1999    | ISBN 0-590-76259-1 |                       | Jake                                    |
| 27 | The Exposed     |                    | March 1999       | ISBN 0-590-76260-5 | Laura Battyanyi-Weiss | Rachel                                  |
| 28 | The Experiment  |                    | March 1999       | ISBN 0-590-76261-3 | Amy Garvey            | Ax                                      |
| 29 | The Sickness    |                    | May 1999         | ISBN 0-590-76262-1 | Melinda Metz          | Cassie                                  |
| 30 | The Reunion     |                    | June 1999        | ISBN 0-590-76263-X | Elise Donner          | Marco                                   |
| 31 | The Conspiracy  |                    | July 1999        | ISBN 0-439-07031-7 | Laura Battyanyi-Weiss | Jake                                    |
| 32 | The Separation  |                    | July 1999        | ISBN 0-439-07032-5 |                       | Rachel                                  |
| 33 | The Illusion    |                    | August 1999      | ISBN 0-439-07033-3 | Ellen Geroux          | Tobias                                  |
| 34 | The Prophecy    |                    | September 1999   | ISBN 0-439-07034-1 | Melinda Metz          | Cassie/Aldrea                           |
| 35 | The Proposal    |                    | October 1999     | ISBN 0-439-07035-X | Jeffrey Zeuhlke       | Marco                                   |
| 36 | The Mutation    |                    | November 1999    | ISBN 0-439-10675-3 | Erica Bobone          | Jake                                    |
| 37 | The Weakness    |                    | December 1999    | ISBN 0-439-10676-1 | Elise Smith           | Rachel                                  |
| 38 | The Arrival     |                    | January 2000     | ISBN 0-439-10677-X | Kimberly Morris       | Ax                                      |
| 39 | The Hidden      |                    | February 2000    | ISBN 0-439-10678-8 | Laura Battyanyi-Weiss | Cassie                                  |
| 40 | The Other       |                    | March 2000       | ISBN 0-439-10679-6 | Gina Gascone          | Marco                                   |
| 41 | The Familiar    |                    | April 2000       | ISBN 0-439-11515-9 | Ellen Geroux          | Jake                                    |
| 42 | The Journey     |                    | May 2000         | ISBN 0-439-11516-7 | Emily Costello        | Rachel (some chapters by Marco)         |
| 43 | The Test        |                    | June 2000        | ISBN 0-439-11517-5 | Ellen Geroux          | Tobias                                  |
| 44 | The Unexpected  |                    | July 2000        | ISBN 0-439-11518-3 | Lisa Harkrader        | Cassie                                  |
| 45 | The Revelation  |                    | August 2000      | ISBN 0-439-11519-1 | Ellen Geroux          | Marco                                   |
| 46 | The Deception   |                    | September 2000   | ISBN 0-439-11520-5 | Elise Donner          | Ax                                      |
| 47 | The Resistance  |                    | October 2000     | ISBN 0-439-11521-3 | Ellen Geroux          | Jake/Isaiah Fitzhenry, in the Civil War |
| 48 | The Return      |                    | November 2000    | ISBN 0-439-11522-1 | Kimberly Morris       | Rachel                                  |
| 49 | The Diversion   |                    | December 2000    | ISBN 0-439-11523-X | Lisa Harkrader        | Tobias                                  |
| 50 | The Ultimate    |                    | January 2001     | ISBN 0-439-11524-8 | Kimberly Morris       | Cassie                                  |
| 51 | The Absolute    |                    | February 2001    | ISBN 0-439-11525-6 | Lisa Harkrader        | Marco                                   |
| 52 | The Sacrifice   |                    | March 2001       | ISBN 0-7569-2297-6 | Kimberly Morris       | Ax                                      |
| 53 | The Answer      |                    | April 2001       | ISBN 0-439-11527-2 |                       | Jake                                    |
| 54 | The Beginning   |                    | May 2001         | ISBN 0-439-11528-0 |                       | Everyone                                |